# Идентификационная карта
Идентификацио́нная ка́рта, или ID-карта (от англ. Identity Document) — официальный документ, удостоверяющий личность, в том числе в электронных системах разных уровней и назначений, обычно выполненный в формате пластиковой карты.
ID-карта обычно содержит информацию о держателе карты в текстовом, машиносчитываемом и электронном видах, включая его фотографию, имя, личный номер, образец подписи, биометрическую информацию, записанные в электронном чипе или на магнитной полосе. В идеале будет содержать максимальное количество информации, необходимой для контроля и управления, в том числе и в глобальном масштабе.
В широком смысле идентификационными картами называют все виды пластиковых карт, содержащих персонифицированную информацию. В таком значении к ним могут быть отнесены водительские удостоверения, банковские карты, электронные пропуска и др.

## Действующие и планируемые идентификационные карты

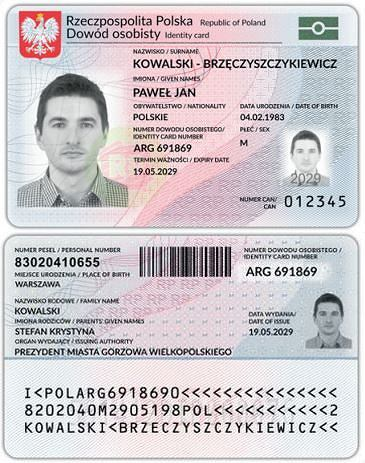
Лицевая и оборотная стороны польской ID-карты

Идентификационные карты вводятся во многих странах мира. В некоторых странах выдача официальных удостоверений личности является обязательной, а в других это может быть добровольным. Варьируется и возраст, по достижении которого выдается карта.

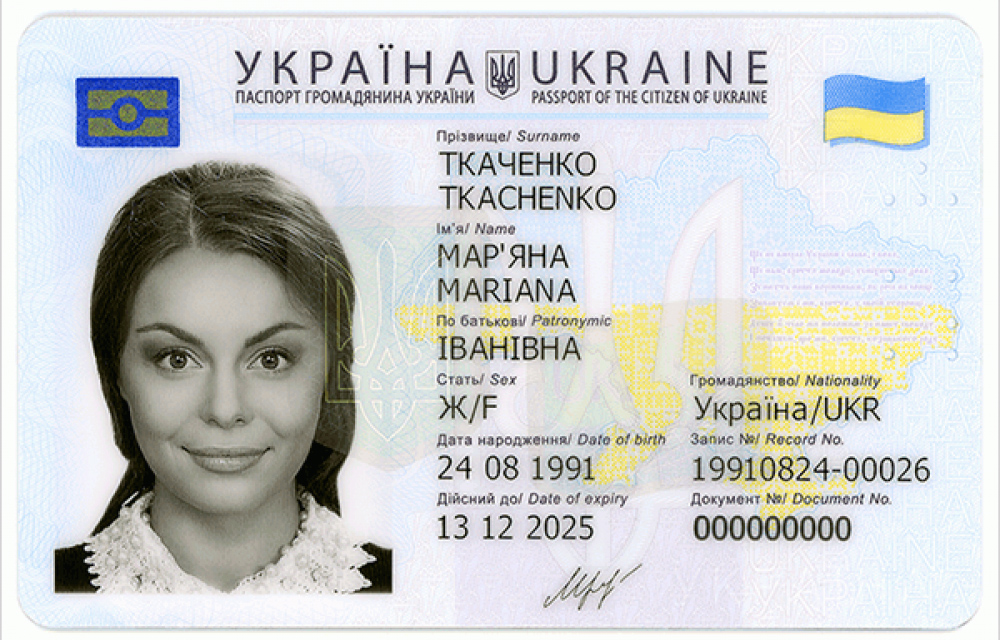
Паспорт гражданина Украины в виде ID-карты (с 2016 года)

Украинская ID-карта введена для замены внутреннего паспорта-книжки с 2016 года. В отличие от старого паспорта, выдается с 14 лет, а не с 16. Электронная версия ID-карты, получаемая через электронный сервис госуслуг Украины ДІЯ, официально имеет такую же юридическую силу, как и физическая карта.
- Международное удостоверение студента ISIC — платная карта выдается с начала 1960-х годов Международной студенческой туристической конфедерацией. Признается удостоверением личности в 120 странах. Дает право на скидки и специальные предложения в сферах: авиаперелёты, автобусный и железнодорожный транспорт, паромы и аренда автомобилей, посещение музеев и исторических памятников, различных культурных достопримечательностей, баров и ресторанов, проживание в отелях и гостиницах.
- Россия: электронные паспорта гражданина России выдавать вместо бумажного повсеместно начнут с 2024 года, а в Москве — уже с июля 2020-го. Замена удостоверения личности на «цифру» будет проходить поэтапно. В некоторых регионах существуют локальные идентификационные карты, например, «Социальная карта москвича». В 2012 году создана действующая на территории всей страны Универсальная электронная карта, которая позволяет опознать гражданина при обращении в медицинские учреждения (заменяет полис ОМС), заменяет страховое свидетельство обязательного пенсионного страхования, позволяет удалённо заказать, оплатить и получить государственные услуги, позволяет подписывать электронные документы усиленной квалифицированной электронной подписью, совершать оплату товаров и услуг, а также другие банковские операции. Выпуск и выдача карт УЭК прекращены с 1 января 2017 года.

- Сингапур — одним из первых в мире в начале 2000-х годов ввёл для своих жителей электронные паспорта, объединив на одной карте и удостоверение личности, и универсальный ключ для госуслуг. Однако до сих пор проект не получил развития в коммерческом измерении в виде платежного инструмента.
- Малайзия — ID-карта MyID/MyKID содержит идентификационное приложение, банковское приложение, водительские права, медицинскую информацию и транспортные приложения[1].
- Европейский союз — гражданам и резидентам выдаются национальные ID-карты. Чип карты хранит информацию о своем владельце: полное имя, пол, национальный идентификационный номер, криптографические ключи и сертификаты. Оборотная сторона ID-карты содержит трёхстрочную машиносчитываемую информацию, включающую в себя данные о номере идентификационной карты и контрольную цифру (первая строка), дату окончания срока действия этого документа с контрольным числом и трёхбуквенным международным кодом страны гражданской принадлежности (вторая строка), фамилию и имена держателя карты (третья строка). Держатель карты имеет право использовать ID-карту в качестве удостоверения личности в поездках по территории Евросоюза и для пересечения его внешних границ как на въезд, так и на выезд из стран Евросоюза, Европейского экономического пространства, в том числе Исландии, Норвегии и Швейцарии.
- Германия: Neuer elektronischer Personalausweis (nPA) — позволяет получить доступ к государственным услугам, содержит электронную подпись[1].
- Австрия: Bürgerkarte — позволяет подписывать документы электронной подписью, идентифицирует личность гражданина для получения государственных услуг, обеспечивает доступ в базы данных пенсионного и больничного страхования.
- Эстония: ID-карта — выдаётся с 2002 года, является удостоверением личности, выдается гражданам страны с рождения и иностранцам, получившим временный вид на жительство. Используется для хранения виртуальных проездных билетов на общественном транспорте, причем держатели карт могут заказать услугу напоминания по SMS или на e-mail о том, когда истекает срок действия билета. Содержит электронную подпись, позволяющую подписывать документы и комментарии в Интернете. Используется для идентификации на Интернет-выборах. Ролик на YouTube.
- Великобритания: Citizencard — электронная карта с микрочипом и пин-кодом, которую можно получить с 12 лет, она позволяет установить личность, так как содержит дату рождения и фотографию.

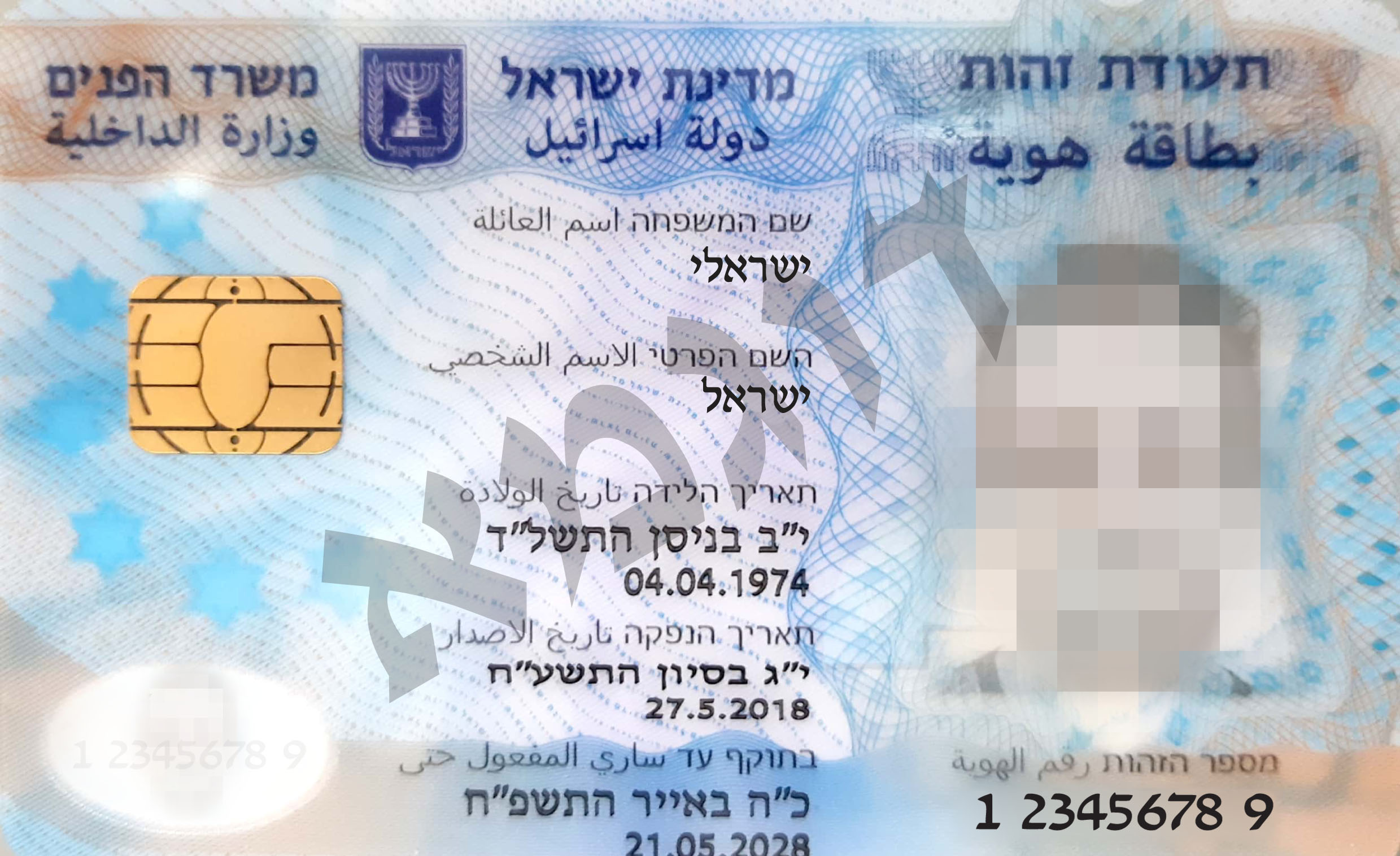
Образец биометрического Теудат Зеута. Лицевая сторона

- Израиль: теуда́т-зеу́т — выдается всем резидентам, достигшим 16-летнего возраста. Предъявление документа обязательно в случае требования со стороны солдата или полицейского, однако резидент Израиля имеет право отказать в случае, если нет оснований подозревать его в совершении правонарушений.
- Гана: национальная ID-карта — ролик на YouTube: национальная песня об ID-карте, выполненная в виде караоке.
- США: US Passport — ролик на YouTube. В США в ряде случаев (например, при покупке алкогольных напитков в супермаркетах) могут использоваться водительские права. В разговорной речи чаще всего именно они обозначаются словосочетанием «ID card». Водительские права в США могут выдаваться без права управления автомобилем, для применения только в идентификационных целях.
- Латвия: ID-карта — включает в себе электронную подпись, применяется при электронном голосовании, действительна в качестве проездного документа на территории стран ЕС и государств — членов Шенгенской зоны, студенты могут осуществлять льготный проезд на транспорте[2].
- Саудовская Аравия: ID-карта — впервые женщины этой страны получат идентификационные документы. Планируется, что к 2020 году ID-карта станет единственным документом, удостоверяющим личность[3].
- Индия: AADHAAR — представляет собой 12-значный индивидуальный идентификационный номер (UID), присваиваемый всем жителям Индии на добровольной основе. Карта с AADHAAR используется для получения дотаций от местных и государственных органов власти, а также некоторых государственных услуг. Для получения идентификационного номера AADHAAR у граждан снимают отпечатки пальцев и сканируют радужную оболочку глаза. Группа граждан подала коллективный иск, в котором заявила, что существуют серьезные опасения относительно системы безопасности, конфиденциальности информации и защиты интересов граждан[4].
- ЭКОВАС (15 стран Западной Африки) — вводятся биометрические удостоверения личности, которые будут действовать на территории любого государства — члена сообщества. Граждане благодаря биометрическим картам смогут свободно перемещаться между странами сообщества[5].
- Казахстан: Удостоверение личности гражданина Казахстана представляет собой пластиковую смарт-карту с фотографией, фамилией, именем, отчеством, датой и местом рождения, ИИН и национальностью владельца. Выдаётся всем гражданам Казахстана с 16 лет.
- Кыргызстан: пластиковая ID-карта представляет собой внутренний паспорт гражданина Кыргызстана, выдаваемый с 16-летнего возраста. С середины 2017 года выдаются биометрические ID-карты нового образца. Новые паспорта отличаются цветом (голубой вместо желтого цвета ID-карты образца 2004 года) и наличием чипа с персональными данными. Стандартный срок действия паспорта - 10 лет с даты выдачи.
- Украина: c 1 января 2016 года в качестве внутреннего паспорта введена пластиковая ID-карта, выдаваемая с 14-летнего возраста. Планируется в течение 5 лет заменить все внутренние бумажные паспорта на ID-карту[6].
- Беларусь: 1 сентября 2021 года был введён в обращение документ нового образца — ID-карта (для внутреннего пользования)[7]. При этом получение ID-карты и биометрического паспорта (для выезда за рубеж) не является обязательным, паспорт образца 1996 года является действующим (в том числе и для выезда за границу) до истечения указанного в нём срока. Таким образом, по состоянию на февраль 2024 года, есть возможность выбора, какой документ получать — паспорт образца 1996 года или ID-карту и биометрический паспорт (при необходимости)[8].

## Водительские удостоверения
В настоящее время во многих странах водительское удостоверение изготавливается в формате ID-карты. Водительское удостоверение, выдаваемое в Российской Федерации с 2011 года, представляет собой документ государственного образца, выданный представителями ГИБДД участнику дорожного движения после успешной сдачи комплексного экзамена. Он отображает квалификационные способности водителя и подтверждает правомерность управления транспортным средством на территории отдельно взятого государства. Изготовляется на бумажных или пластиковых носителях, где отображается фотография и краткая информация о владельце (ФИО, место и год рождения, серия и номер свидетельства), нанесенная русскими и латинскими буквами. На оборотную сторону удостоверения наносится штрих-код, позволяющий быстро ввести данные о владельце в информационную систему.

## Электронные пропуска

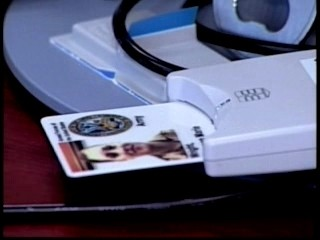
Сканер для считывания ID-карт военнослужащих США

ID-карты могут использованы как удостоверение личности, электронный пропуск, электронный ключ для ограничения доступа на какую-либо территорию.
Широкое распространение в настоящее время получили бесконтактные карты. Технология позволяет производить идентификацию карт владельцев бесконтакно, тем самым ограничивать доступ в какое-либо помещение, учитывать перемещения сотрудников и подсчитывать время, проведенное на рабочем месте. Это важный элемент организации безопасности и дисциплины на современных предприятиях.

## Стандарты на идентификационные карты
Существует ряд международных стандартов, определяющих практически все свойства пластиковых карт, начиная от физических свойств пластика, размеров, и заканчивая содержанием информации, размещаемой на карте тем или иным способом. Например:
- ISO 7810 — «Идентификационные карты — физические характеристики»;
- ISO 7811[англ.] — «Идентификационные карты — методы записи»;
- ISO 7812[англ.] — «Идентификационные карты — система нумерации и процедура регистрации идентификаторов эмитентов» (5 частей);
- ISO 7813[англ.] — «Идентификационные карты — карты для финансовых транзакций»;
- ISO 7816 — «Идентификационные карты — карты с микросхемой с контактами» (10 частей);
- ISO 4909[англ.] — «Банковские карты — содержание третьей дорожки магнитной полосы».

Геометрические размеры карт должны соответствовать требованиям ISO-7810 «идентификационные карты — физические характеристики» и иметь следующие размеры:
- ширина — 85,595 ± 0,125 мм
- высота — 53,975 ± 0,055 мм
- толщина — 0,76 ± 0,08 мм
- радиус окружности в углах — 3,18 мм

На практике дизайнерами обычно используется округлённый размер, равный 85,6 мм x 53,98 мм.